# متنزه جزيرة سانانيه الوطني

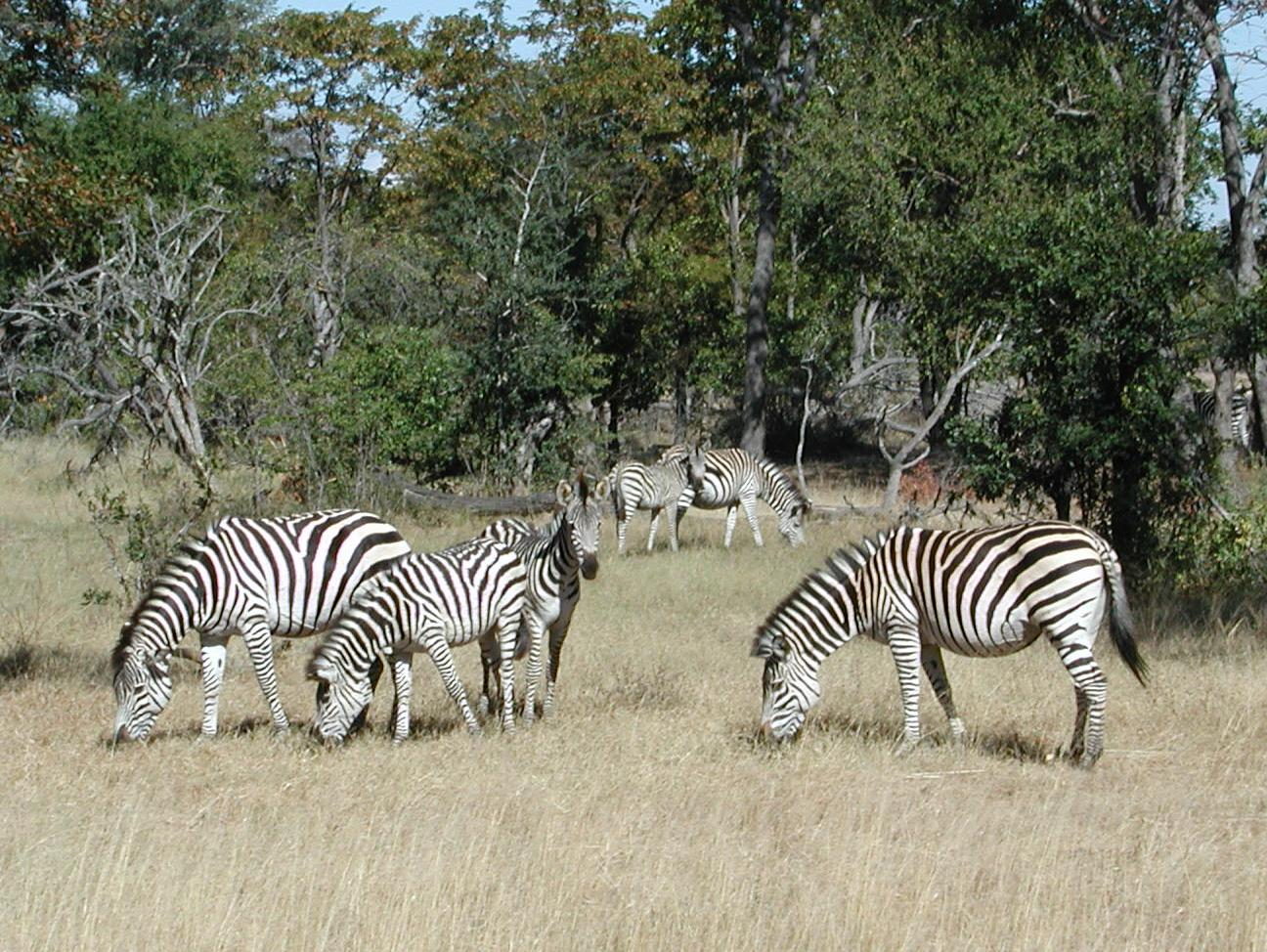
حمير وحشية في متنزه جزيرة سانانيه الوطني

متنزه جزيرة سانانيه الوطني (بالسواحلية: Hifadhi ya kisiwa cha Saanane) هو متنزه وطني يقع على جزيرة في بحيرة فيكتوريا بإقليم موانزا في تنزانيا. ويمكن الوصول إليها بالقارب انطلاقاً من مكاتب هيئة المتنزهات الوطنية التنزانية (TANAPA) الواقعة على نقطة كابري في بلدة موانزا حيث يستغرق بلوغها مدة عشر دقائق تقريباً.

## لمحة تاريخية
تعرض المتنزه الذي كان اسمه حينها «محمية صيد جزيرة سانانيه» للقصف الجوي عن طريق الخطأ خلال الحملة الجوية في الحرب الأوغندية التنزانية. وجَّه الزعيم الليبي معمر القذافي أوامر لأحد قاذفات التوبوليف تو-22 من جيشه بقصف موانزا شمال تنزانيا يوم الأول من أبريل عام 1979 معلقاً الآمال على تراجع تنزانيا عن قرارها باجتياح حليفته أوغندا. بيد أن طائرة التوبوليف تو-22 لم تصب المدينة، وبدلاً من ذلك فقد أصابت صواريخها الخمسة المضادة للأفراد محمية صيد، مما أدى إلى إصابة أحد العمّال ومقتل عدة حيوانات. ووفقاً لما ذكره الصحفيان توني أفيرغان ومارثا هوني فقد أدى القصف إلى مقتل ستة ظِباء وعدد كبير من الطيور. وبالمقابل فقد ذكر المؤرخ كينث بولاك أن قصف الجزيرة أدى إلى مقتل «عدد كبير من الظِباء».